# Proserpina

Dante Gabriel Rossetti, Proserpina (1874); olio su tela, 125,1×61 cm, Tate Britain, Londra

Prosèrpina (lat. Proserpĭna) è la versione romana della dea greca Persefone o Kore (gr. κόρη, fanciulla). Il nome potrebbe derivare dalla parola latina proserpere ("emergere") a significare la crescita e l'emergere delle forme naturali e in particolare della coltivazione del grano. Infatti, in origine, fu senza dubbio una dea agreste. Viene anche identificata con la dea Libera.

## Descrizione
Proserpina era figlia di Cerere. Fu rapita da Plutone mentre raccoglieva fiori sulle rive del lago Pergusa a Enna e trascinata sulla sua biga; lì divenne la sposa di Plutone e regina degli Inferi. Secondo Proclo (Epitome Oraculorum, riportata da Marafiotus) e Strabone (lib. 6), invece l'episodio del mito si verificò a Hipponion (oggi Vibo Valentia). Dopo che la madre ebbe chiesto a Giove di farla liberare, poté ritornare in superficie, a patto che trascorresse sei mesi all'anno con Plutone. Cerere fece calare il freddo ed il gelo durante i mesi in cui la figlia era assente come segno di dolore, per poi far risvegliare la natura per il ritorno di Proserpina sulla terra.
Il suo culto a Roma fu introdotto accanto a quello di Dis Pater (assimilato a Ade), nel 249 a.C. Si celebrarono allora in loro onore i Giochi Tarantini, così chiamati da una località nel campo di Marte, il Tarentum. Oggi è a lei intitolata l'Università Kore di Enna, città alla quale Proserpina era profondamente legata, e a Proserpina erano dedicate le Cotizie, antiche feste erotiche nate in Tracia e poi diffusesi nel resto della Grecia.

## Il mito

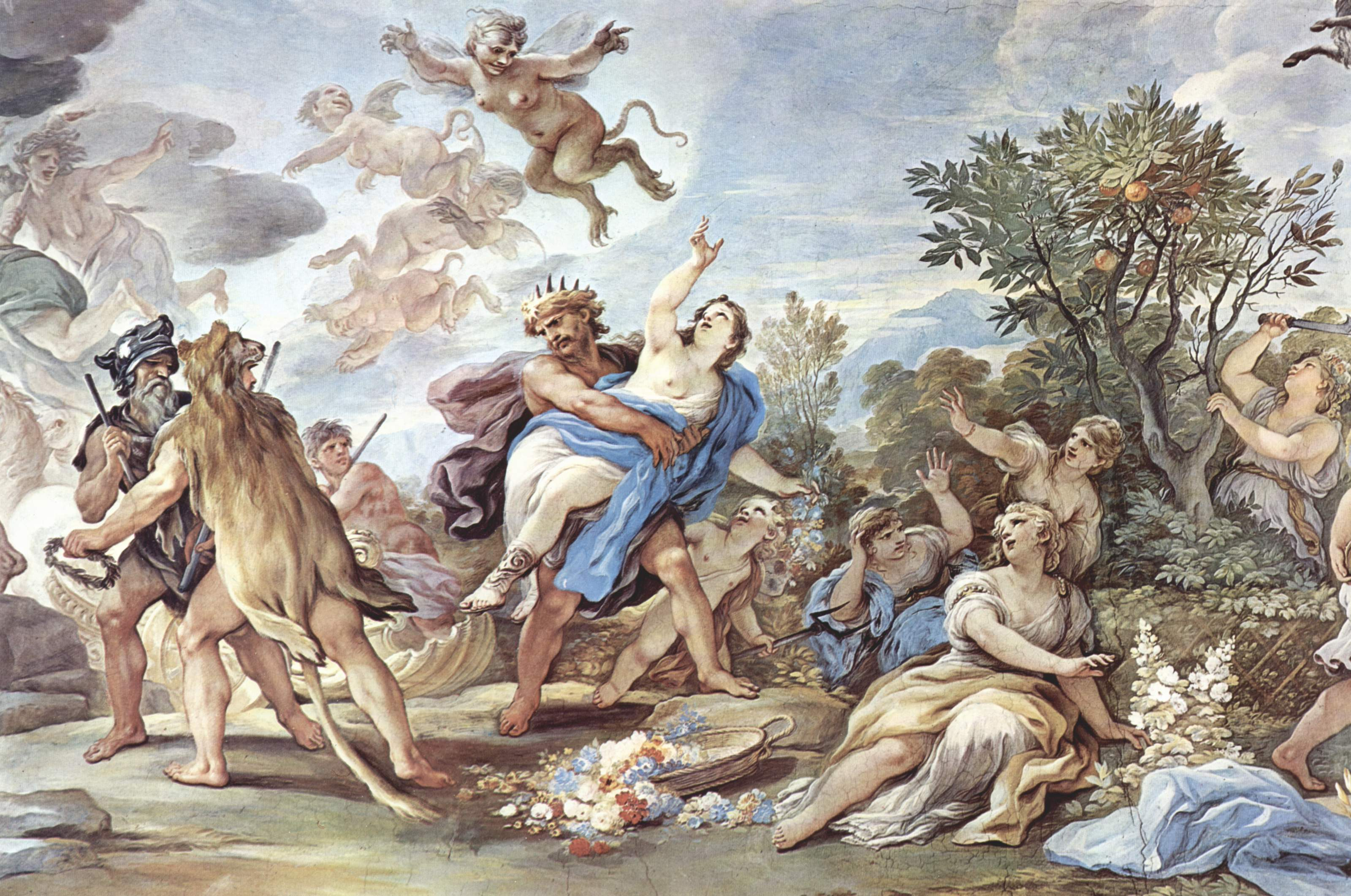
Il Ratto di Proserpina, di Luca Giordano

Il ratto di Proserpina è un mito tra i più celebri, ritratto pertanto in diverse e pregevoli opere d'arte come il gruppo scultoreo del Bernini.

Il ratto si realizzò sul lago di Pergusa, nelle vicinanze di Enna. Secondo Proclo (Epitome Oraculorum, riportata da Marafiotus) e Strabone (lib. 6), invece l'episodio del mito si verificò a Hipponion (oggi Vibo Valentia). 
(Claudiano)
Dal racconto del celebre poeta Claudiano, Plutone, re degli inferi, deciso a visitare la terra, emerse nei pressi di Enna, sui Monti Erei nel centro della Sicilia, e scorse Proserpina, figlia della dea Cerere, tra le tante fanciulle intente a cogliere fiori sulle rive del lago di Pergusa. Dal racconto che ne fa Strabone, che riporta Proclo, l'episodio del ratto si realizzò sul lido di Hipponion, sul mare Tirreno, dove il pirata Plutone arrivò dalla Sicilia e rapì Proserpina. 
(Claudiano)
Cerere, madre di Proserpina e dea dell'Olimpo, fu disperata alla notizia della scomparsa della figlia, e invocò l'aiuto di Giove, re di tutti gli dei, per aiutarla a ritrovare la bella Proserpina.
Allora Cerere, folle di dolore, decise di provocare una grande siccità in tutta la terra. E dopo la siccità venne la carestia e gli uomini e le bestie morivano in grande quantità. Non valevano invocazioni e scongiuri alla dea, che era irremovibile. 
Giove inviò Mercurio da Plutone per imporgli di restituire Proserpina alla madre. A Plutone non restò che obbedire. Però, prima di farla partire, fece mangiare alla sua amata dei chicchi di melagrana»
(Claudiano)

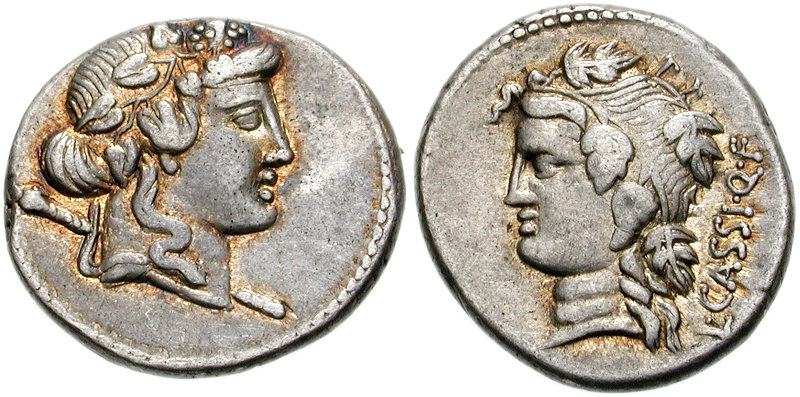
Denario romano del 78 a.C., con raffigurati Libera e Bacco.

I succosi chicchi di melagrana legarono Proserpina all'Ade per sempre. Zeus, tuttavia, mosso a compassione, fece sì che Proserpina potesse trascorrere sei mesi ogni anno insieme alla madre (sarebbero primavera ed estate), e che i sei mesi restanti vivesse insieme a Plutone (ovvero autunno e inverno): è proprio al mito di Proserpina e all'ira di Cerere, infatti, che si fa risalire l'alternanza delle stagioni.
(Cicerone, De natura deorum II,66)